# Dușanți, Sofia
Dușanți (în bulgară Душанци) este un sat în comuna Pirdop, regiunea Sofia,  Bulgaria. 

## Demografie
Componența etnică a satului Dușanți
     Bulgari (94,55%)
     Romi (2,35%)
     Nicio identificare (2,47%)
     Altele (0,61%)
La recensământul din 2011, populația satului Dușanți era de 808 locuitori. Din punct de vedere etnic, majoritatea locuitorilor (94,55%) erau bulgari, cu o minoritate de romi (2,35%). Pentru 2,47% din locuitori nu este cunoscută apartenența etnică.